# Быстреевка (Ружинский район)
Быстре́евка (укр. Бистріївка) — село на Украине, основано в 1611 году, находится в Ружинском районе Житомирской области.
Код КОАТУУ — 1825281201. Население по переписи 2001 года составляет 584 человека. Почтовый индекс — 13534. Телефонный код — 4138. Занимает площадь 2,61 км².

## Адрес местного совета
13611, Житомирська обл., Ружинський р-н, с. Бистріївка, вул. Рибачківського, 17 

## Известные люди

### В селе родились
- Левчук, Тимофей Васильевич (1912—1998) — советский кинорежиссёр, народный артист СССР (1972).
- Рыбачковский, Леонид Иванович (13.06.1918—16.11.1943) — Герой Советского Союза.